# ماسائو موریناکا
ماسائو موریناکا (انگلیسی: Masao Morinaka؛ زادهٔ ۹ آوریل ۱۹۷۴) بازیکن بیسبال اهل ژاپن است.